# مارك فاين
مارك فاين (بالإنجليزية: Marc Fein) هو معلق رياضي أمريكي، ولد في 21 أكتوبر 1967 في ميامي في الولايات المتحدة.